# San Felice Circeo
San Felice Circeo er en italiensk by (og kommune) i regionen Lazio i Italien, med omkring 10.137(2023) indbyggere.